# Michał z Efezu
Michał z Efezu – filozof bizantyński, uczeń Michała Psellosa, autor komentarzy do Arystotelesa.

## Życie
O życiu Michała niczego nie wiadomo. Dzięki badaniom Browninga i Ebbesena przyjmuje się na ogół, że żył nie w XI, a w XII wieku i należał wraz z Eustracjuszem z Nicei do koła intelektualnego skupionego w latach 20. XII wieku wokół Anny Komneny. Według XII‑wiecznego źródła skarżył się, że popsuł sobie wzrok, pracując nocami na polecenie Anny Komneny. Nie wiadomo, czy zajmował się komentowaniem Arystotelesa tylko w okresie współpracy z Anną Komneną czy również wcześniej lub później. Możliwe, że był uczniem Michała Psellosa.

## Twórczość
Michał jest autorem komentarza do piątej, dziewiątej i dziesiątej księgi Etyki Nikomachejskiej, o którym pisze, że skompilował go na podstawie Aspazjusza, Eustracjusza i dwóch innych anonimowych autorów. Napisał ponadto komentarz do ksiąg 7–14 Metafizyki, do Sophistici elenchi (mylnie przypisywany Aleksandrowi z Afrodyzji), komentarz do Parva animalia, O rodzeniu się zwierząt, O częściach zwierząt, O ruchu zwierząt, O poruszaniu się przestrzennym zwierząt, O kolorach i częściowo jedynie zachowany komentarz do Polityki.
Uwagę uczonych zwraca zarówno rozległość pracy Michała z Efezu, jak i jego wierność komentowanemu tekstowi, i to zarówno w kwestii prezentacji tekstu, jak i jego interpretacji. Badacze spierają się w ocenie stanowiska Michała. Zervos wskazuje na wpływy platońskie w jego komentarzach, Praechter przeciwstawia go, jako arystotelika, platoniście Psellosowi. Niewątpliwie Michał nie we wszystkim zgadza się z Arystotelesem, często idąc za Platonem, Plotynem, neoplatonikami i innymi myślicielami starożytności, jak np. Galen. W pracy Michała widoczne są też elementy chrześcijańskie. Rozważając pojęcie eudajmonii, doskonałego życia, Michał wyróżnia eudajmonię teoretyczną i polityczną (praktyczną) i idąc za Platonem w teoretycznej widzi szczyt doskonałości. Jednocześnie jednak dodaje, że oprócz bycia doskonałym, szczęśliwym, samowystarczalnym, istotną cechą tego stanu jest też brak potrzeby pokuty i nawrócenia.
Komentarze Michała mają – poza filozoficznym – również znaczenie historyczne, zawierają bowiem na marginesie rozważań między innymi krytyczne uwagi pod adresem cesarza czy rozważania o bizantyńskim systemie edukacyjnym.

## Wpływ
Praca komentatorska Michała z Efezu, podobnie jak i jego kolegi Eustracjusza z Nicei, stanowiła w Bizancjum przełom w kwestii metody komentowania tekstu. W miejsce uwag na marginesach i scholiów Michał dał integralny komentarz do tekstu. Jego komentarz do Etyki nikomachejskiej został w 1246/1247 przełożony przez Roberta Grosseteste i wywarł znaczący wpływ na Alberta Wielkiego. Z komentarza do O częściach zwierząt korzystał Jerzy Pachymeres. Komentarze Michała znał też Barlaam z Kalabrii.